# 806-й бомбардувальний авіаційний полк (Україна)
806-й бомбардувальний авіаційний полк (806 БАП, в/ч А2406, старе в/ч 53904) — розформоване військове формування бомбардувальної авіації Збройних сил України. За організаційно-штатною структурою полк входив до складу 289-ї бомбардувальної авіаційної дивізії 14-го авіаційного корпусу. Мав на озброєнні літаки Су-24 та Су-24М.

## Історія
27 березня 1942 року на основі 276-го бомбардувального авіаційного полку був створений 806-й штурмовий авіаційний полк у місті Астрахань. На час формування на озброєння полку на зміну бомбардувальникам СБ надійшли нові на той час штурмовики Іл-2, тому полк на той час був штурмовим.
В 1945 році полк отримує на озброєння нові штурмовики Іл-10.
З 1948 року базується на аеродромі Луцьк.
У квітні 1956 року отримав назву 806-й винищувально-бомбардувальний авіаційний полк.
В 1961—1962 рр. полк отримує на озброєння нові надзвукові винищувачі-бомбардувальники Су-7Б і Су-7БМ(1962), на яких у 1968 році бере участь в операції «Дунай» по придушенню антикомуністичного повстання в Чехословаччині.
Вже в 1973 році на озброєння полку надходять нові надзвукові винищувачі-бомбардувальники зі змінною геометрією крила Су-17М2. В грудні 1979 року був передислокований в Кизил-Арват для прикриття військ, що вводились до Афганістану. У 1981 році полк брав участь у загальносоюзних військових навчаннях «Захід-81». У 1989 р. 806-й полк стає бомбардувальним, прийнявши на озброєння надзвукові фронтові бомбардувальники Су-24.
У 1992 році особовий склад полку дає присягу на вірність народу України.

## У незалежній Україні
Починаючи з 1992, українська армія починає занепадати через брак коштів в державному бюджеті. Цей процес не оминає і Військово-Повітряні Сили, зокрема і 806-й авіаполк. Учбово-тренувальні польоти стають дедалі рідшими, кваліфікація льотного складу колись одного з найбільш боєздатних авіаполків у ВПС СРСР катастрофічно падає.
У 2001 році полк проходить останню модернізацію свого авіаційного парку, отримавши на озброєння модернізовані надзвукові фронтові бомбардувальники Су-24М з розформованого 947-го бомбардувального авіаційного полку, дислокованого на аеродромі в місті Дубно Рівненської обл.
З 2001 року літаки полку майже не підіймалися у небо, а у 2004 році приходить наказ Міністерства Оборони про розформування полку. За 5 літних змін у березні-квітні 2004 року здійснюється обліт і передислокація останніх 17 бомбардувальників, які ще могли піднятися в небо за технічним станом, на аеродром в місті Старокостянтинів Хмельницької області.
28 квітня 2004 року справні Су-24М остаточно перебазовано в Старокостянтинів.
Частина Су-24М залишилась на зберіганні в Луцьку.
Більшість особового складу 806-го бомбардувального авіаційного полку була звільнена з лав Збройних Сил, лише мала частка продовжила службу в інших підрозділах Військово-Повітряних Сил. 30 жовтня 2004 року були розформовані останні наземні підрозділи полку, наземна спеціальна техніка передана в інші авіаційні підрозділи, а його Бойовий Прапор був зданий в музей Збройних Сил України.
Після розформування полку на аеродромі була створена авіаційна комендатура, яка займається підтриманням аеродрому у готовності.
З 1984 по 1986 рік у цьому полку проходив службу нинішній Міністр оборони України Олексій Резніков